# Javorková
Javorková (1140, 1141 m) –  szczyt Skoruszyńskich Wierchów na Słowacji]. W dawnych przewodnikach  turystycznych podawano dla tego szczytu spolszczoną nazwę Jaworkowa. Według obecnie obowiązujących zasad nazewnictwa geograficznego jest to nieuprawnione. 
Znajduje się w grzbiecie pomiędzy szczytami Oslí vrch (1039 m) i Mikulovka (1193 m). W północno-zachodnim kierunku Javorková wysyła krótki grzbiet opadający do doliny potoku Zábiedovčik. Stoki południowo-zachodnie opadają do doliny Błotnego Potoku. Obecnie  Javorková  jest zalesiona. Dawniej jednak było tutaj wiele pół uprawnych, łąk i pastwisk, które obecnie już zarosły, lub są w końcowym etapie zarastania lasem, ale na mapie satelitarnej są jeszcze widoczne. Północno-zachodnie stoki (od strony Habówki) są nadal dość wysoko bezleśne, zajęte przez pola i łąki tej miejscowości.

## Szlaki turystyczne
czerwony: Orawice – Blatná – Skoruszyna – Mikulovka – Javorková – przełęcz Biedna – Kosariska – Stara mat – Oravský Biely Potok. Czas przejścia: 4:25 h, ↓ 4:20 h